# 扬帕拉埃斯县

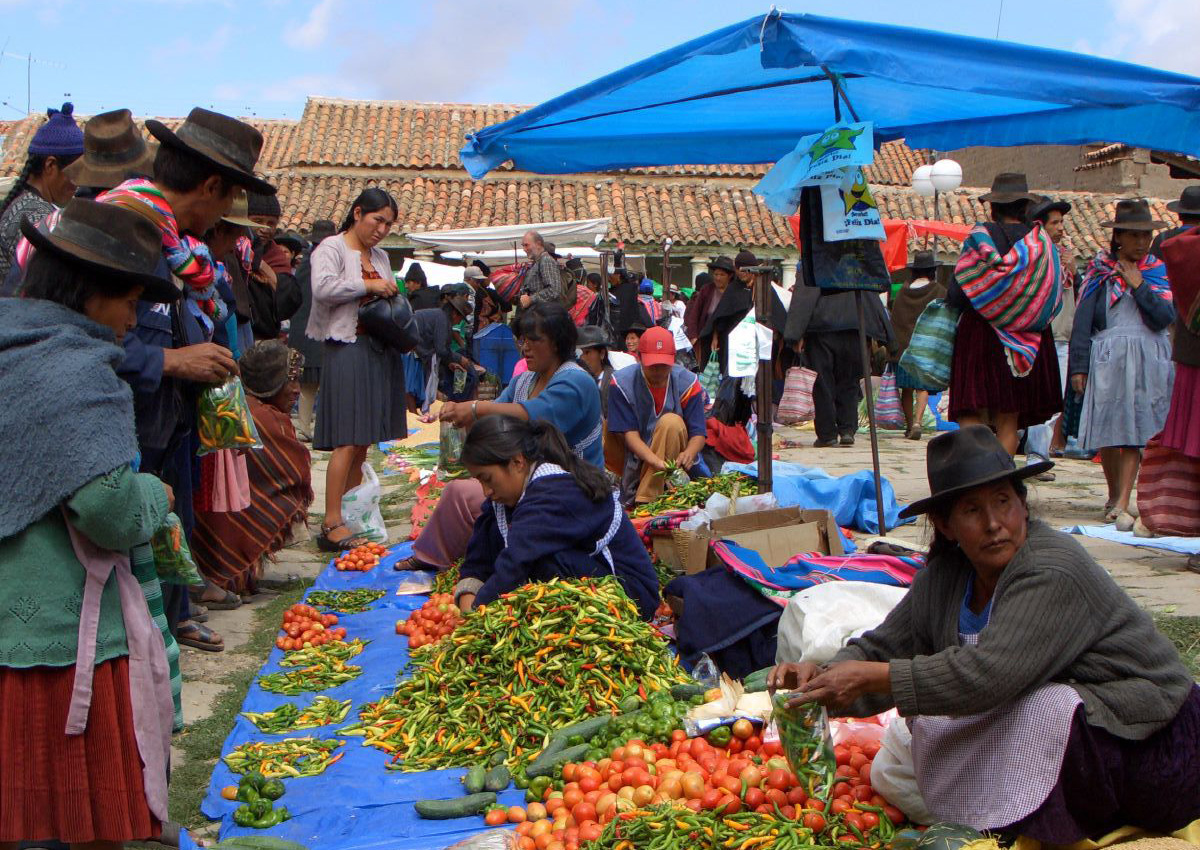

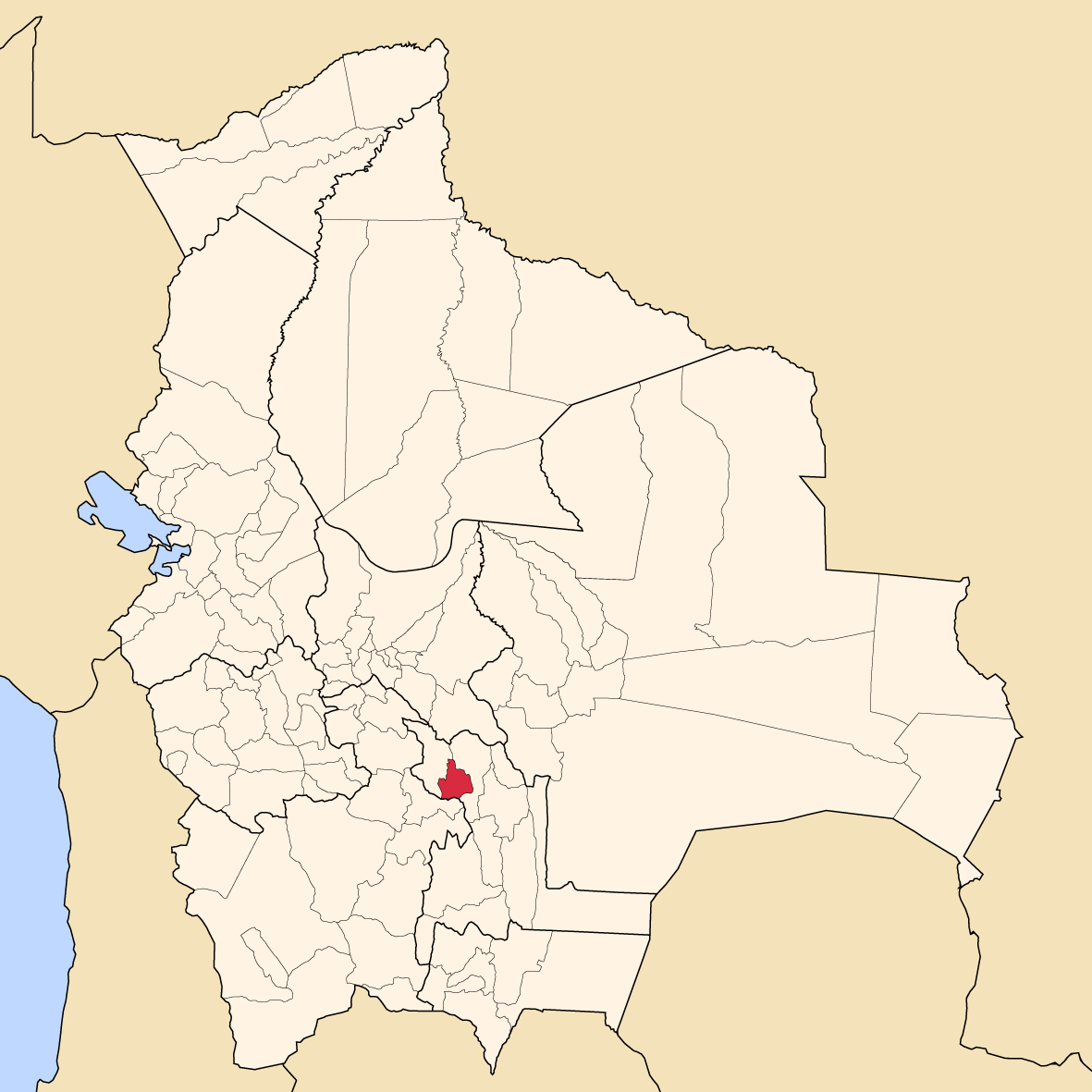

揚帕拉埃斯县（西班牙語：Provincia de Yamparáez），是玻利維亞的县份，位於該國南部，屬於丘基薩卡省的一部分，县府設於塔拉布科，面積1,472平方公里，2001年人口29,567，人口密度每平方公里20.1人。
19°10′01″S 64°58′01″W / 19.167°S 64.967°W